# Salat (Inde)
Pour les articles homonymes, voir Salat.
Salat est un village de la commune de Kulpahar, dans l'État indien de l'Uttar Pradesh.